# Michael Esser (Fußballspieler)
Michael „Bruno“ Esser (* 22. November 1987 in Castrop-Rauxel) ist ein ehemaliger deutscher Fußballspieler, der auf der Position des Torwarts spielt. Er stand bis Juni 2024 beim VfL Bochum unter Vertrag und spielt seitdem für den VfR Rauxel in der Kreisliga.

## Karriere
Esser begann seine Laufbahn als Feldspieler mit vier Jahren im April 1992 bei den Minikickern von Arminia Ickern. Bei den F-Junioren des VfR Rauxel war er schon Keeper. Er spielte dann beim VfB Habinghorst, VfL Bochum und für die SpVgg Erkenschwick. Als 17-Jähriger schaffte er es in der Saison 2005/06 beim VfB Habinghorst in die erste Mannschaft. Dann wechselte er zum SV Obercastrop und nach einem Jahr zum SV Sodingen.
Mitte des Jahres 2008 kam er zum VfL Bochum zurück, wo er zunächst in der zweiten Mannschaft spielte.
Im Sommer 2010 erhielt er einen Zweijahresvertrag für die erste Mannschaft des Vereins. Sein Profidebüt gab er am 6. Mai 2012, dem 34. und letzten Spieltag der Saison 2011/12, bei einem Auswärtsspiel gegen FC Erzgebirge Aue. Mitte April 2015 verkündete der SK Sturm Graz die Verpflichtung von Esser. Beim Verein aus der österreichischen Bundesliga unterschrieb der Tormann einen Vertrag über drei Jahre mit der Option auf ein weiteres.
Zur Saison 2016/17 wechselte er zum Bundesligisten SV Darmstadt 98, für den er am 27. August 2016 (1. Spieltag) bei der 0:2-Niederlage im Auswärtsspiel gegen den 1. FC Köln debütierte.
Nach dem Abstieg des SV Darmstadt wechselte er zur Saison 2017/18 zum Aufsteiger Hannover 96. Bis kurz vor Saisonstart war unklar, ob er oder der Aufstiegstorhüter Philipp Tschauner Stammtorhüter sein würde. Diesen Kampf verlor Esser, der so in seiner ersten Saison in Hannover nur zu 3 Einsätzen in der Bundesliga kam. Jedoch gab Hannovers Trainer André Breitenreiter im August 2018 bekannt, mit Esser als neuem Stammtorhüter in die Bundesligasaison 2018/19 zu gehen. In der Winterpause wechselte Konkurrent Tschauner per Leihe in die 2. Bundesliga zu Ingolstadt, während Esser zur klaren Nummer 1 ernannt wurde.
Zur Saison 2019/20 überraschte Hannover 96 mit der Verpflichtung des ehemaligen Nationaltorhüters Ron-Robert Zieler, der die neue Nummer 1 wurde. Tschauner, die bisherige Nummer 2, wechselte nach Leipzig. Innerhalb der folgenden Winterpause wechselte Esser nach nur einem weiteren Pflichtspiel für Hannover ablösefrei zur TSG 1899 Hoffenheim, wo er einen Vertrag bis Saisonende unterschrieb. Der Verein reagierte so auf den verletzungsbedingten Ausfall seines Stammkeepers Oliver Baumann. Durch die guten Leistungen des bisherigen Ersatztorhüter Philipp Pentke und die schnelle Genesung von Oliver Baumann kam Esser bei Hoffenheim zu keinem Pflichtspieleinsatz. Die TSG 1899 Hoffenheim beendete die Saison auf dem 6. Tabellenplatz, der Vertrag mit Esser wurde nicht verlängert.
Zur Saison 2020/21 kehrte der Torhüter ablösefrei zurück zu Hannover 96. Der Verein erklärte ihn bereits vor Saisonbeginn zur neuen Nummer eins im Tor. Er verdrängte damit den Stammtorhüter Ron-Robert Zieler, der ihm ein Jahr zuvor auf dieselbe Art und Weise seinen Platz streitig gemacht hatte.
Michael Esser wechselte zur Saison 2021/22 ablösefrei zurück zum VfL Bochum, für den er schon von 2010 bis 2015 und in seiner Jugend gespielt hat. Im Sommer 2024 hat er den Verein verlassen. Im Juni 2024 wurde bekannt, dass Esser überraschend zum VfR Rauxel, bei dem er in seiner Jugend bereits gespielt hat, in die Kreisliga B wechselte.

## Sonstiges
Michael Esser wuchs in Castrop auf und hat einen Sohn und eine Tochter. Sein Vater Uwe trainierte den SV Wacker Obercastrop, bei dem Michael die Saison 2006/07 absolvierte. Vor seiner Profikarriere absolvierte Esser eine Klempnerausbildung in Castrop-Rauxel.